# Розроблення вугільних родовищ
Розро́блення вугільних родовищ (рос. разработка угольных месторождений, англ. development of coal fields, exploitation of coal fields, нім. Kohlenlagerstättenabbau m) — комплекс робіт з безпосереднього вилучення вугілля або фізично-хімічне перетворення вугілля в горючі гази за місцем залягання і подальше вилучення газу.

## Способи
Виділяють два основні способи:
- шахтний — за допомогою системи підземних гірничих виробок;
- кар'єрний або відкритий — за допомогою системи відкритих гірничих виробок.

На межі ХХ–XXI ст. кар'єрним способом добувалося 90 % бурого і 20 % кам'яного вугілля. Існує тенденція до збільшення кар'єрного видобутку вугілля. При традиційних розробленнях вугільних родовищ широко використовують засоби механізації та автоматизації. Розроблені технології безлюдного виймання вугілля в шахті, технологічні схеми «лава-шахта», «лава–пласт».
Великі перспективи має свердловинний спосіб розроблення вугільних родовищ, в якому використовуються процеси газифікації та скраплення вугілля.